# بازار زرگری
بازار زرگری مربوط به سدهٔ ۱۲ و ۱۳ ه.ق است و در یزد، بخش شمالی خیابان قیام واقع شده و این اثر در تاریخ ۹ اردیبهشت ۱۳۸۲ با شمارهٔ ثبت ۸۵۲۷ به‌عنوان یکی از آثار ملی ایران به ثبت رسیده است.بازار زرگرها دوطبقه میباشد که طبقه زیر زمین دست نخورده وناشناخته میباشد.واز بعضی مغازها به بازار قدیم راه دارد. 